# Антон Коціпінський
Анто́н Коціпі́нський (пол. Antoni Kocipiński; 1816, Андрихів — 1866) — український і польський композитор, етнограф і педагог.

## Життєпис
Народився 1816 року в м. Андрихів поблизу Кракова (Польща) в родині музиканта Гіацинта Коціпінського, навчався у Львові. В дитинстві мав гарний голос, співав 1-м дискантом у Львівському архієпископському хорі. Музиці вчився у батька — органіста Львівської латинської катедри. Загальну освіту і виховання здобув в училищі Львова, після чого в 1845 році служив капельмейстером в австрійському військовому оркестрі.
У 1845 переїхав на Буковину, 1846 — до Кам'янця-Подільського, де разом з братом викладав музику (теорію, гру на фортепіано). Серед його учнів був і Владислав Заремба. В ці роки керував місцевим музичним магазином. Збирав подільський пісенний фольклор, обробляв найкращі мелодії для голосу з фортепіано і для хору та активно пропагував українські пісні в концертах.
В останній третині 40-х років XIX ст. А. Коципінський працював у Києві, де продовжував свою музичну діяльність, але в травні 1849 за збереження в своєму домі заборонених віршів Ю. Словацького його було вислано губернською владою з міста як «неблагонадійного». Через пропагування української музики був висланий з України Бібіковим. З 1849 по 1855 він жив і працював у Відні, водночас контролюючи свою музично-торговельну справу у Львові, Кишиневі і Кам'янці-Подільському. В 1855 році повернувся до Києва і на базі цих нотних книгарень відкрив на Хрещатику новий музичний магазин.

## Творчість
А. Коципінський володів грою на кількох інструментах, зокрема добре грав на фісгармонії, з успіхом виступав на численних концертах. Особливої популярності в ті часи набула в його обробці пісня «Ганзя» (слова і музика Д. Бонковського). Значною подією стало видання його збірки, що складалася з 100 пісень, «Пісні, думки і шумки руського народу на Поділлі, Україні і в Малоросії» (1862). Серед них — найвідоміші пісні: «Ой на горі та женці жнуть», «Ой місяцю, місяченьку», «Віють вітри» (на слова Івана Котляревського) та ін. Щочетверга на музичних вечорах, які А. Коципінський влаштовував у своєму магазині, і де збиралися місцеві любителі музики та гастрольні артисти, звучали пісні та інші музичні номери. Переклад для фортепіано цих творів здійснив Віктор Зентарський. Виявляв неабиякий інтерес до збереження перлин народної творчості. Видавав також етнографічні розвідки, зокрема «Ярмарок на Україні» (1856). Серед його творів — полонези, мазурки для фісгармонії («Козак-полька», «Українська мазурка»).
Помер 26 (чи 28) травня 1866 р. у Києві. Його книги з піснями були конфісковані після його смерті.

## Твори
1661 — 62 були опубліковані його книги: Пісні, думки і шумки руського народу на Поділлі, Україні і в Малоросії. Збірки його пісень були записані українською мовою та польською (латинським шрифтом). В виданих збірках знаходиться 100 думок, шумок та пісень.

### Перший десяток
- «Ой я нещасний, що маю діяти» Шумка з-під Смотрича
- «Одна гора високая, а другая низька» Пісня з України
- «По дорозі жук, жук, по дорозі чорний» Шумка з-під Білої Церкви
- «Кулик чайку любить, тай до чайки ходить» Пісня з-під Константинограда
- «Шумить, гуде дібровонька» Пісня з-під Новомосковська
- «Зажурилась дівчинонька, ручки заломала» Пісня з-під Махнівки
- «Коли любиш, люби дуже, а не любиш не жартуй же» Шумка з Поділля
- «Коли любиш, люби дуже, а не любиш не жартуй же» Шумка з-під Білої Церкви
- «Ой під гаєм, гаєм, гаєм зелененьким. Шумка з-під» Кам. — Подільського
- «Мене мати зате лають, щоб козака не кохати Думка» з-під Романова